# Sowjetarmee-Pokal 1962/63
Der Sowjetarmee-Pokal 1962/63 war die 23. Austragung des Pokalwettbewerbs im Fußball in Bulgarien. Pokalsieger wurde FD Slawia Sofia. Das Team setzte sich im Finale gegen ASK Botew Plowdiw durch. Durch den Sieg qualifizierte sich Slawia für den Europapokal der Pokalsieger 1963/64.

## Modus
In der 1. Runde und im Finale wurden die Begegnungen in einem Spiel entschieden. Bei unentschiedenem Ausgang wurde der Sieger im Elfmeterschießen ermittelt. In den anderen Runden wurde in Hin- und Rückspiel über das Weiterkommen entschieden. Bei Torgleichheit in beiden Spielen wurde der Sieger ebenfalls im Elfmeterschießen ermittelt.

## Teilnehmer
| - Arda Kardschali - DFS Beroe Stara Sagora - Botew Pasardschik - ASK Botew Plowdiw - Chimik Dimitrowgrad - DFS Christo Karpatschew Lowetsch - Dobrudscha Tolbuchin - Dorostol Silistra | - FD Dunaw Russe - Etar Weliko Tarnowo - General Saimow Sliwen - Jaworow Tschirpan - Korabostroitel Warna - FD Lewski Sofia - FD Lokomotive Sofia - DFS Lokomotive Plowdiw | - Lokomotive Russe - Ludogorez Rasgrad - DFS Marek Stanke Dimitrow - Nikolaj Laskow Jambol - Rudnik Aleksandar Milenkow Pernik - Schipka Assenowgrad - Septemwri Sofia - Septemwrijska Slawa Michailowgrad | - FD Slawia Sofia - DFS Spartak Plewen - DFS Spartak Plowdiw - Spartak Sofia - Spartak Warna - Tschawdar Bjala Slatina - SD Tscherno More Warna - ZDNA Sofia |

## 1. Runde
| Datum      |                                   | Ergebnis              |                                  |
| ---------- | --------------------------------- | --------------------- | -------------------------------- |
| 23.02.1963 | FD Slawia Sofia                   | 4:2                   | General Saimow Sliwen            |
| 23.02.1963 | DFS Marek Stanke Dimitrow         | 6:0                   | Jaworow Tschirpan                |
| 23.02.1963 | Schipka Assenowgrad               | 0:2                   | ASK Botew Plowdiw                |
| 23.02.1963 | Lokomotive Russe                  | 1:1 n. V. (3:2 i. E.) | Spartak Warna                    |
| 24.02.1963 | FD Lokomotive Sofia               | 6:0                   | Botew Pasardschik                |
| 24.02.1963 | DFS Spartak Plewen                | 5:0                   | Tschawdar Bjala Slatina          |
| 24.02.1963 | DFS Spartak Plowdiw               | 4:0                   | Ludogorez Rasgrad                |
| 24.02.1963 | Rudnik Aleksandar Milenkow Pernik | 2:5                   | SD Tscherno More Warna           |
| 24.02.1963 | Chimik Dimitrowgrad               | 2:0                   | Nikolaj Laskow Jambol            |
| 24.02.1963 | Septemwrijska Slawa Michailowgrad | 0:1                   | FD Lewski Sofia                  |
| 24.02.1963 | Dorostol Silistra                 | 0:1                   | Spartak Sofia                    |
| 24.02.1963 | FD Dunaw Russe                    | 1:0                   | DFS Christo Karpatschew Lowetsch |
| 24.02.1963 | Arda Kardschali                   | 1:2                   | ZDNA Sofia                       |
| 24.02.1963 | Etar Weliko Tarnowo               | 3:1                   | Dobrudscha Tolbuchin             |
| 24.02.1963 | Septemwri Sofia                   | 2:3                   | DFS Lokomotive Plowdiw           |
| 24.02.1963 | Korabostroitel Warna              | 0:0 n. V. (1:2 i. E.) | DFS Beroe Stara Sagora           |

## Achtelfinale
| Datum             |                           | Gesamt          |                        | Hinspiel | Rückspiel |
| ----------------- | ------------------------- | --------------- | ---------------------- | -------- | --------- |
| 02.03./07.05.1963 | Spartak Sofia             | 3:3 (5:3 i. E.) | DFS Spartak Plewen     | 2:0      | 1:3       |
| 02.03./08.05.1963 | FD Dunaw Russe            | 5:2             | DFS Lokomotive Plowdiw | 3:0      | 2:2       |
| 03.03./07.05.1963 | DFS Marek Stanke Dimitrow | 5:3             | DFS Spartak Plowdiw    | 3:1      | 2:2       |
| 03.03./07.05.1963 | SD Tscherno More Warna    | 3:1             | FD Lokomotive Sofia    | 0:0      | 3:1       |
| 03.03./07.05.1963 | ASK Botew Plowdiw         | 10:00           | Lokomotive Russe       | 9:0      | 1:0       |
| 03.03./09.05.1963 | FD Slawia Sofia           | 3:1             | DFS Beroe Stara Sagora | 1:1      | 2:0       |
| 03.03./09.05.1963 | ZDNA Sofia                | 1:1 (4:3 i. E.) | Etar Weliko Tarnowo    | 0:0      | 1:1       |
| 27.03./14.06.1963 | Chimik Dimitrowgrad       | 3:5             | FD Lewski Sofia        | 1:4      | 2:1       |

## Viertelfinale
| Datum             |                           | Gesamt |                        | Hinspiel | Rückspiel |
| ----------------- | ------------------------- | ------ | ---------------------- | -------- | --------- |
| 26.06./03.07.1963 | FD Dunaw Russe            | 1:3    | FD Lewski Sofia        | 1:0      | 0:3       |
| 26.06./04.07.1963 | DFS Marek Stanke Dimitrow | 5:6    | FD Slawia Sofia        | 3:2      | 2:4       |
| 27.06./03.07.1963 | Spartak Sofia             | 2:1    | ZDNA Sofia             | 1:0      | 1:1       |
| 03.07./10.07.1963 | ASK Botew Plowdiw         | 3:1    | SD Tscherno More Warna | 2:0      | 1:1       |

## Halbfinale
| Datum             |                   | Gesamt |                 | Hinspiel | Rückspiel |
| ----------------- | ----------------- | ------ | --------------- | -------- | --------- |
| 03.08./15.08.1963 | FD Slawia Sofia   | 3:1    | FD Lewski Sofia | 3:1      | 0:0       |
| 07.08./14.08.1963 | ASK Botew Plowdiw | 4:2    | Spartak Sofia   | 1:1      | 3:1       |

## Finale
| Paarung           | FD Slawia Sofia – ASK Botew Plowdiw |
| Ergebnis          | 2:0 (1:0) |
| Datum             | 10. September 1963 |
| Stadion           | Wassil-Lewski-Stadion, Sofia |
| Zuschauer         | 40.000 |
| Schiedsrichter    | Atanas Stawrew |
| Tore              | 1:0 Michail Mischew (11.) 2:0 Michail Mischew (62.) |
| FD Slawia Sofia   | Jordan Scheschow – Aleksandar Schalamanow, Petar Panagonow, Iwan Dawidow – Petar Welitschkow, Petar Petrow, Emanuil Manolow – Michail Mischew, Anton Krastew, Aleksandar Wassilew , Georgi Gugalow Cheftrainer: Anastas Kowatschew                                            |
| ASK Botew Plowdiw | Georgi Najdenow (67. Michail Karuschkow) – Rajno Panajotow, Georgi Tschakarow , Widen Apostolow, Iwan Saduma – Rajko Stojnow, Dinko Dermendschiew (46. Dobrin Beltschew) – Boschidar Atanasow, Georgi Asparuchow, Georgi Charalampiew, Georgi Popow Cheftrainer: Georgi Genow |